# Виноградов, Юрий Александрович
Юрий Александрович Виноградов (20 октября 1926, Пенза — 16 августа 2009, Пенза) — советский партийный и государственный деятель.

## Биография
Юрий Александрович Виноградов родился в городе Пензе 20 октября 1926 года.
Работать начал во время Великой Отечественной войны электросварщиком завода № 731 Народного комиссариата миномётного вооружения СССР в г. Пензе. После войны учился в Пензенском индустриальном институте, который окончил в 1951 г. Далее продолжил работу в том же институте преподавателем и секретарём парткома.
В 1960 году Юрий Виноградов перешёл на работу в Пензенский горком КПСС, работал сначала вторым секретарём. В 1962 году избран первым секретарём горкома, но вскоре, после хрущёвской реформы органов власти, Пензенский городской комитет был временно упразднён. С 1963 года Виноградов работал председателем комитета народного контроля Пензенской области, позднее до 1966 года — секретарём Пензенского обкома КПСС.
С апреля 1966 г. он работал заместителем председателя Пензенского облисполкома. На пенсию вышел в 1987 г., однако до 1999 г. продолжал трудиться на посту заместителя начальника Управления здравоохранения Пензенской области по материально-техническому обеспечению.
Скончался 16 августа 2009 года.

## Награды
За свой труд Юрий Александрович Виноградов был награждён двумя орденами «Знак Почёта», медалями «За доблестный труд. В ознаменование 100-летия со дня рождения В. И. Ленина», «Ветеран труда» и другими наградами. 21 декабря 2001 г. ему было присвоено звание «Почётный гражданин Пензенской области»